# Clinton (Michigan)
Clinton é uma vila localizada no estado americano de Michigan, no Condado de Lenawee.

## Demografia
Segundo o censo americano de 2000, a sua população era de 2293 habitantes.
Em 2006, foi estimada uma população de 2429, um aumento de 136 (5.9%).

## Geografia
De acordo com o United States Census Bureau tem uma área de
4,0 km², dos quais 3,9 km² cobertos por terra e 0,1 km² cobertos por água.

## Localidades na vizinhança
O diagrama seguinte representa as localidades num raio de 20 km ao redor de Clinton.